# Zone de secours Vesdre - Hoëgne & Plateau
(nl) Hulpverleningszone Vesdre - Hoëgne & Plateau
(de) Hilfeleistungszone Vesdre - Hoëgne & Plateau
La zone de secours Vesdre - Hoëgne & Plateau, parfois abréviée zone de secours VHP, est l'une des 34 zones de secours de Belgique et l'une des 6 zones de la province de Liège.
Elle tient son nom des rivières Vesdre et Hoëgne.

## Histoire

### Avant la zone
Le 4 janvier 1997 une explosion de gaz souffle plusieurs immeubles de la place du Perron, à Theux. Deux pompiers volontaires de la ville y trouvèrent la mort.

### Depuis la zone
La zone de secours VHP fut créée par la loi du 15 mai 2007 à la réforme de la sécurité civile belge. Elle entra officiellement en fonction le 1er janvier 2015.
Lors des graves inondations de juillet 2021, trois des 9 casernes de la zone furent sévèrement inondées, en particulier celles de Limbourg et de Theux. Beaucoup de camions et de matériel furent inutilisables voire détruits.
Le 22 mai 2023, une nouvelle caserne est créée et dénommée plateau en regroupant celles des anciens services régionaux d'incendie d'Herve et de Battice qui sont alors fermées.

## Caractéristiques

### Communes protégées
La zone Vesdre - Hoëgne & Plateau couvre les 19 communes suivantes:
Aubel, Baelen, Blégny, Dalhem, Dison, Herve, Jalhay, Limbourg, Olne, Pépinster, Plombières, Soumagne, Spa, Sprimont, Theux, Thimister-Clermont, Trooz, Verviers et Welkenraedt.

## Casernes

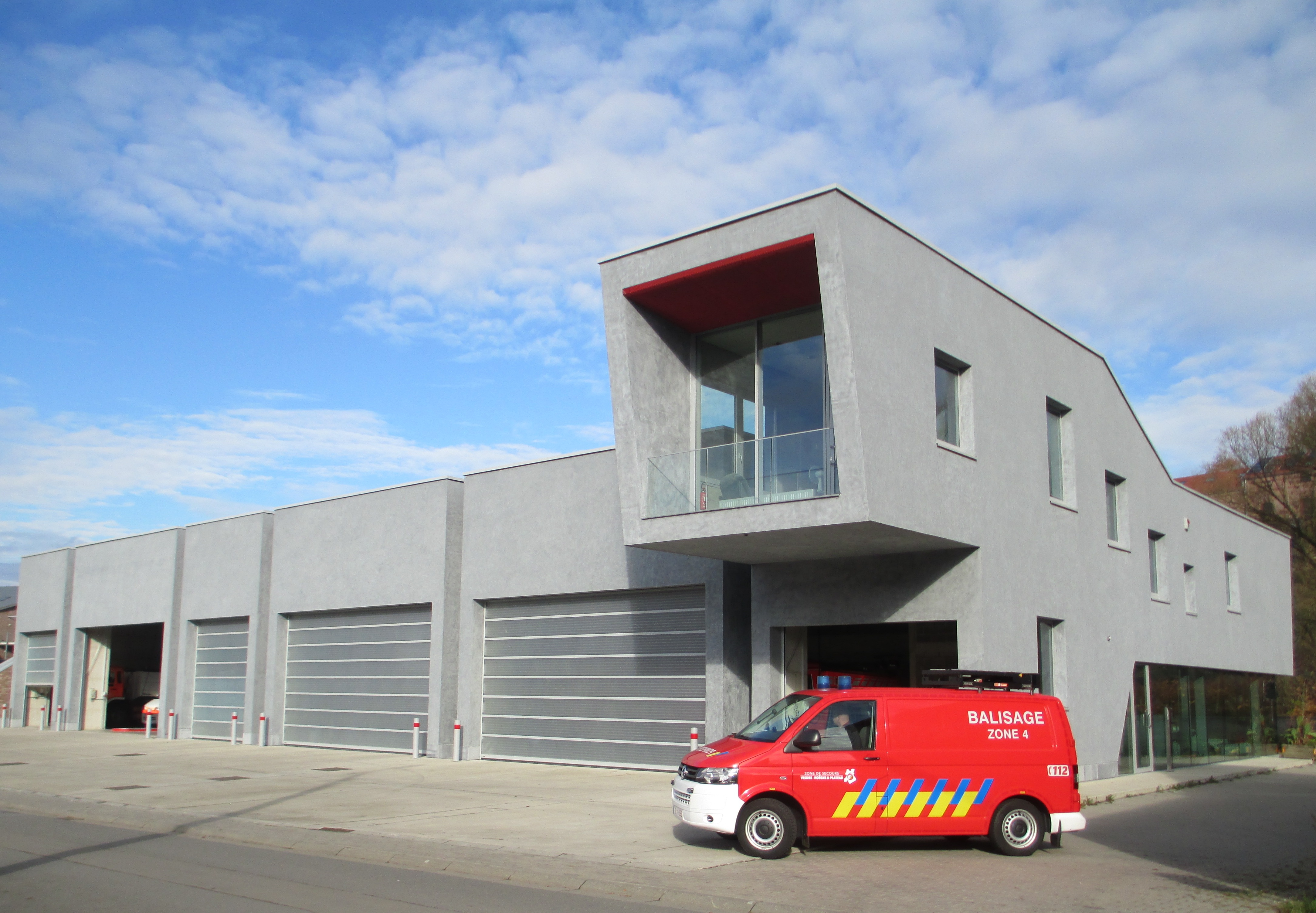
La caserne de Theux.

Voir aussi: Liste des services d'incendie belges
Elle est constituée des 8 casernes suivantes :
Limbourg, Pépinster, Plateau (Herve), Plombières, Spa, Theux, Verviers et Welkenraedt.

### Anciennes casernes
- Battice (22 mai 2023)
- Herve (22 mai 2023)

### Textes de loi
- Loi du 15 mai 2007 concernant la réforme de la sécurité civile belge[6].